# داریو یازبک برنال
داریو یازبک برنال (به انگلیسی: Darío Yazbek Bernal) (زاده ۳۰ نوامبر ۱۹۹۰) بازیگر مکزیکی است.
از کارهای معروف او می‌توان به بازی در فیلم‌های دانیل و آنا، دختر آوریل، فرمان تازه و روزهای فروشگاه حیوانات خانگی اشاره کرد.